# Baccara (Rose)
Die Baccara-Rose (synonym 'Baccara', 'MEIger') ist eine tiefrote Teehybride von Francis Meilland und eine der weltweit berühmtesten und meistverkauften Rosensorten.

## Name
Ihr Name bezieht sich auf das Glücksspiel Baccara und wurde in der Schreibweise Baccará 1956 in Frankreich und 1957 in den USA eingeführt. Darüber hinaus findet sich auch noch die Variante Baccarat sowie die Namen Jacqueline und  Grand Prix, nebst dem Registrierungsnamen MEIger.

## Eigenschaften
Die Baccara-Rose hat im Mittel einen Durchmesser von ca. 8 cm und zeichnet sich neben dem langen Stiel besonders durch ihre tiefrote Blütenfarbe aus. Zwar geht von den einzeln stehenden gefüllten Blüten (72–82 Blütenblätter) nur ein leichter Duft aus, doch die Farbe der Knospen verändert sich nach dem Aufgehen nicht mehr; mit dieser Eigenschaft wurde sie eine der beliebtesten Schnittrosen, die jahrzehntelang in „jedem“ Brautstrauß vorhanden war. Sie ist allerdings nicht winterhart (USDA-Zone 7b) und wurde daher in Deutschland vorwiegend im Gewächshaus als Schnittblume kultiviert.

## Herkunft und Geschichte
Die Edelrose 'Baccara' wurde 1954 von der französischen Gartenbaufamilie Meilland kreiert. Sie zählt nicht nur zu den großen Erfolgen von Meilland, sondern ist mit über 25 Millionen verkaufter Exemplare eine der weltweit erfolgreichsten Sorten überhaupt – nach der Sorte  'Gloria Dei' , welche ebenfalls aus dieser Gärtnerei stammt.
Seit der Sortenschutz 1974 ablief, wird die Rose vom Züchter nicht mehr geführt. Die Verdrängung vom Markt ist vor allem auf ihren geringen Mengenertrag im kommerziellen Schnittrosenanbau zurückzuführen.

## Nachfolger und verwandte Sorten
Meilland führte den Nachfolger  'Black Baccara'  ein – eine zutiefst dunkelrote Variante, die in Rotschwarz übergeht. Auch sie wird vor allem im Schnittblumenhandel angeboten, wurde jedoch nicht so erfolgreich wie Baccara.
Sorten wie  'Grand Prix'  (Select Roses B.V.) sind Neuzüchtungen der letzten Jahre, die eine ähnliche Blütenform und -farbe aufweisen, jedoch etwas ertragreicher sind.
Abkömmlinge der Baccara-Rose sind auch die Teehybriden  'Sonia Meilland'  (Meilland 1970),  'Interview'  (Meilland 1968) und  'Rose Dot'  (Dot 1962).

## Galerie

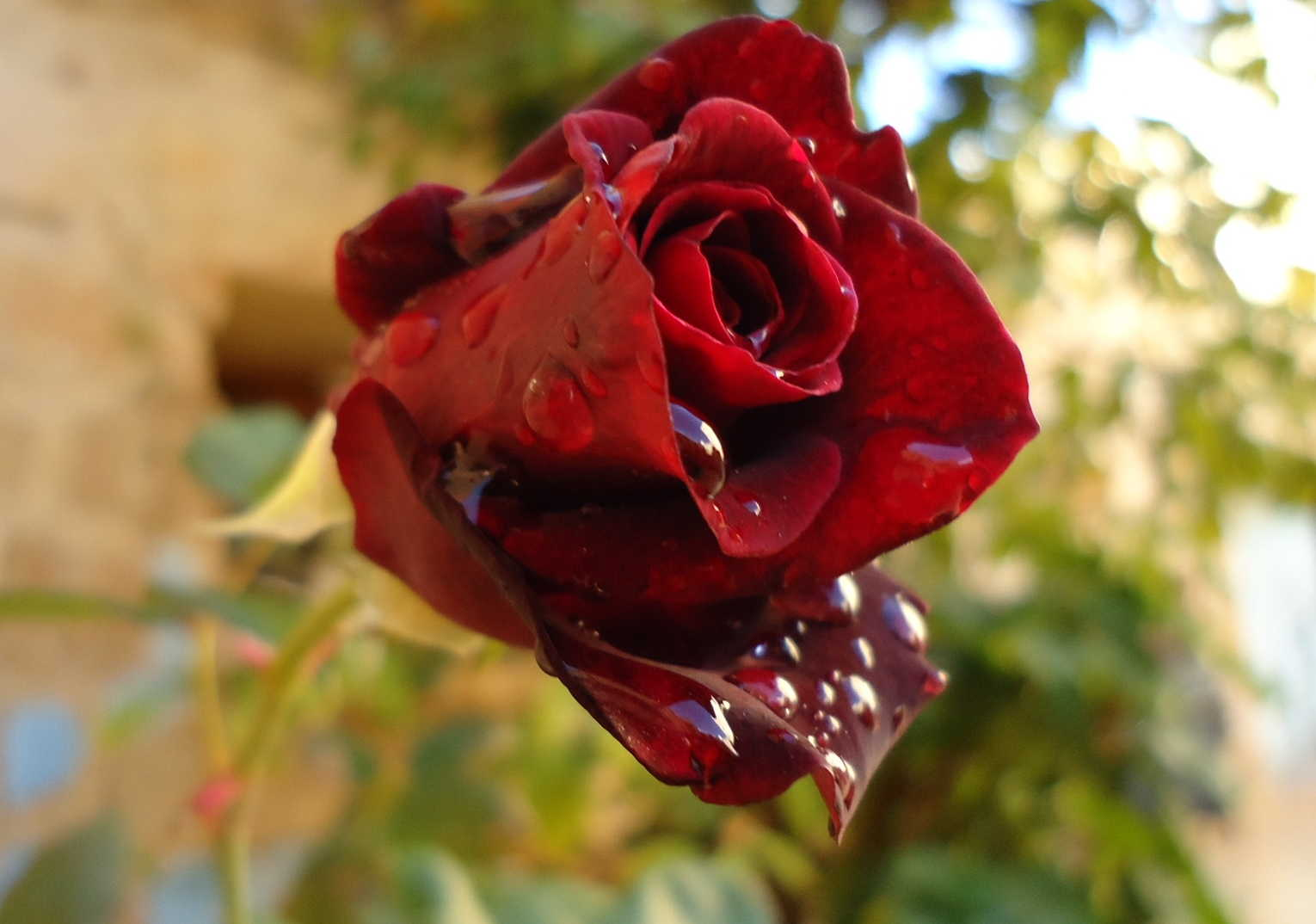
'Baccara'
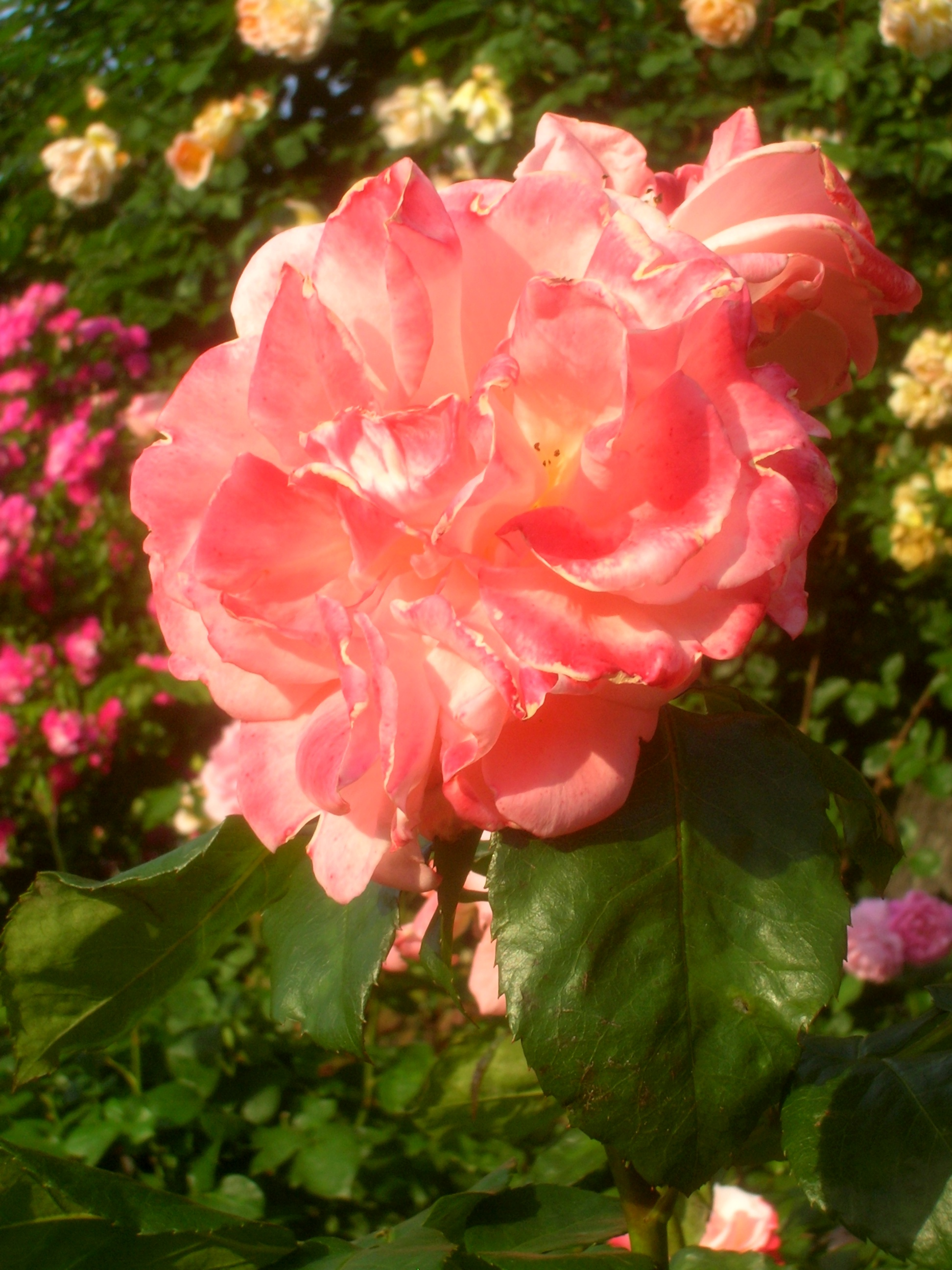
'Sonia Meilland'
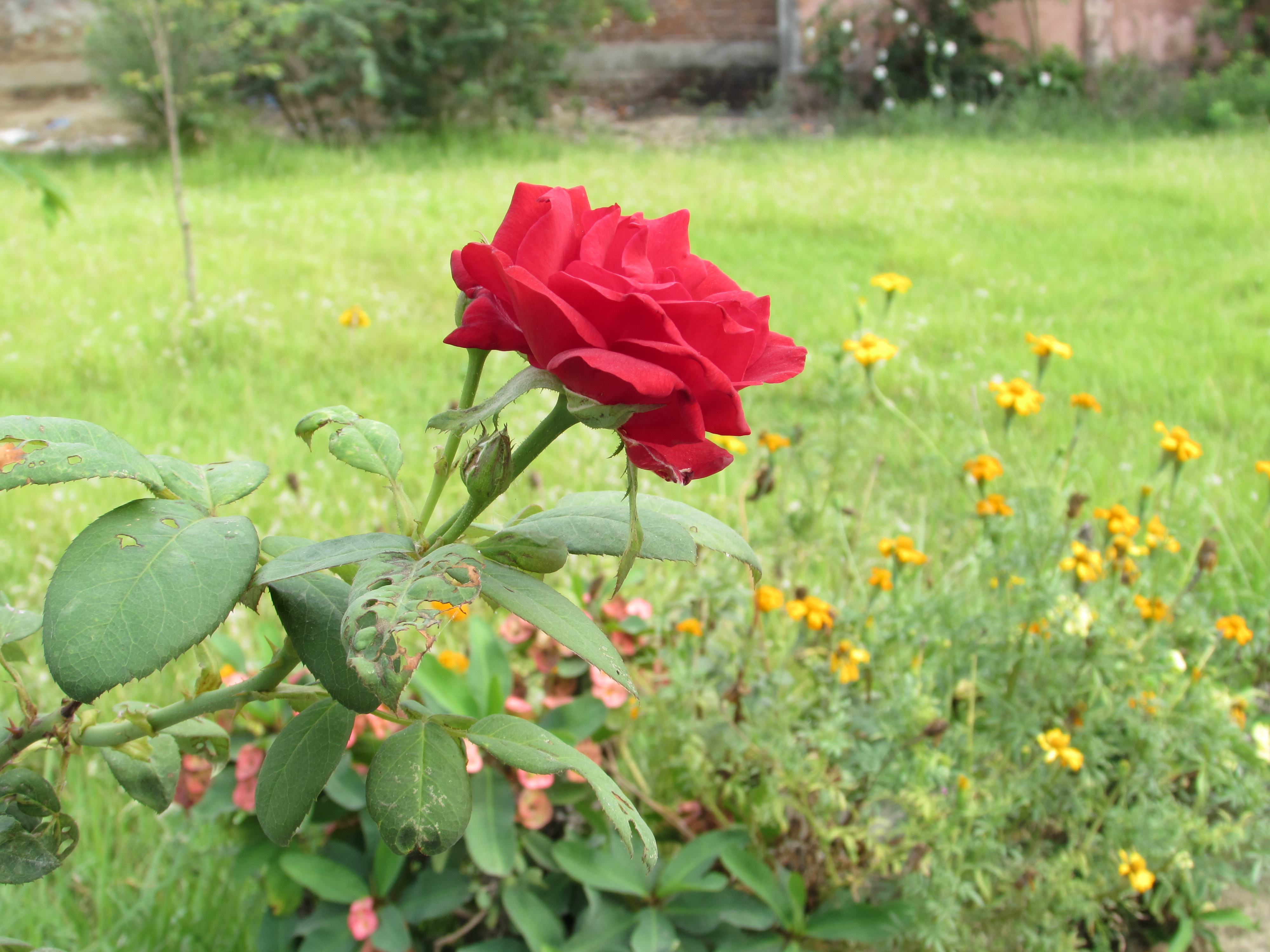
Red Baccara